# Mark Schober

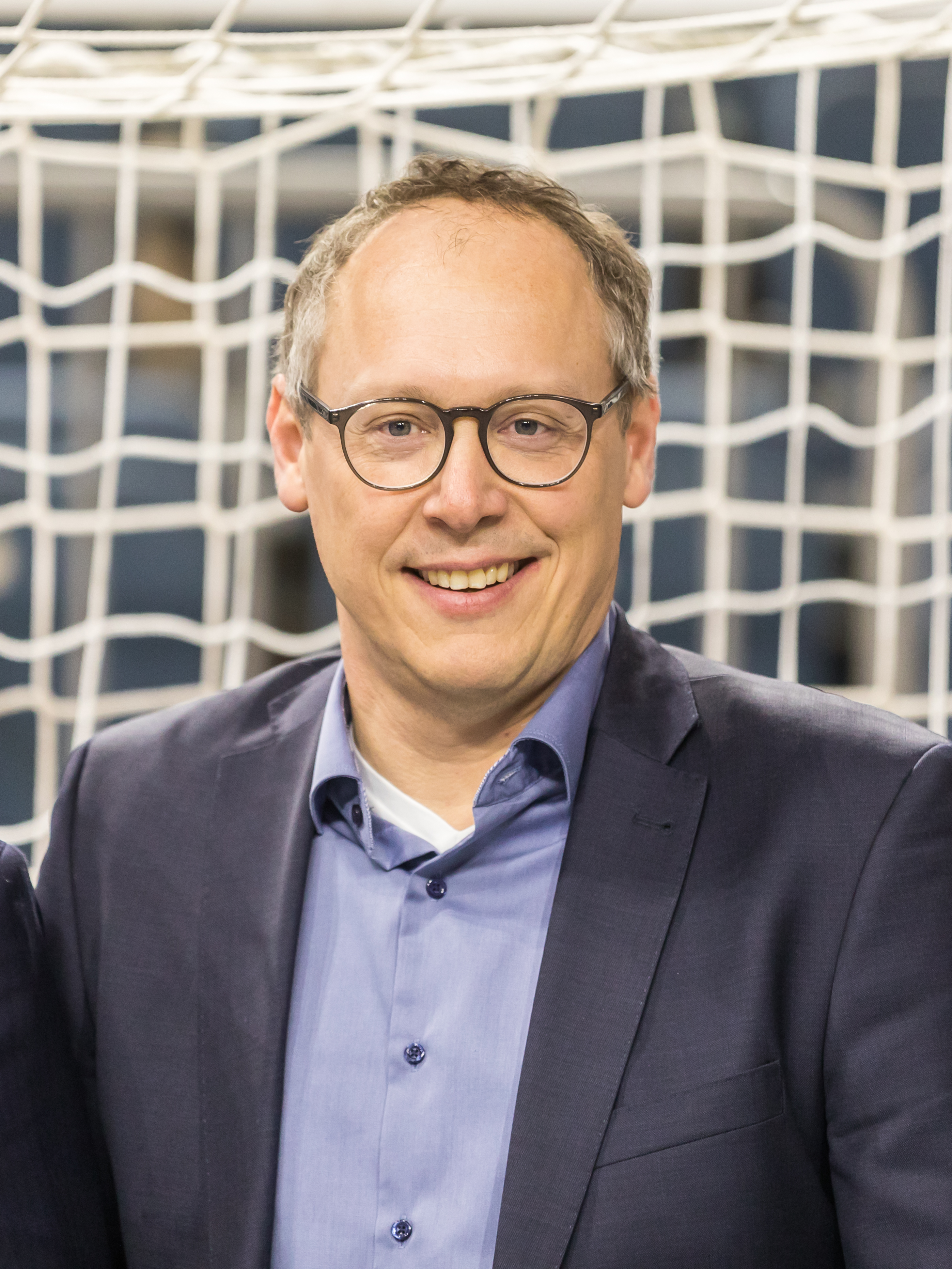
Mark Schober

Mark Schober (* 30. Dezember 1972 in Bietigheim-Bissingen) ist ein deutscher Sportfunktionär.

## Werdegang
Schober schloss sein Studium an der Universität Bayreuth als Diplom-Sportökonom ab. Unmittelbar nach seinem Studium wurde er mit 27 Jahren Geschäftsführer des damaligen Zweitligisten TV Kornwestheim. Erfahrung bringt er zudem als ehemaliger Handballer, Schiedsrichter und Inhaber der B-Trainer-Lizenz mit. Für die Handball-Bundesliga arbeitete Schober von 2005 bis 2014, wirkte maßgeblich an der nationalen und internationalen Vermarktung der TV- und Namensrechte sowie dem Aufbau der HBL-Events mit. In der HBL-Hierarchie stieg Schober zum Prokuristen auf.
Beim Deutschen Handballbund übernahm er zum 1. September 2014 die Aufgaben des Generalsekretärs sowie des Geschäftsführers der verbandseigenen Handball-Marketing-Gesellschaft mbh (HMG).
Unmittelbar nachdem der Bundestag des Deutschen Handballbundes am 28. Oktober 2017 die Strukturreform des Verbandes und die Installation eines hauptamtlichen und in der BGB-Verantwortung stehenden Vorstandes beschlossen hatte, berief des DHB-Präsidium Schober zum Vorstandsvorsitzenden. 2021 verlängerte das DHB-Präsidium Schobers Vertrag bis zum 31. Dezember 2025.
Schober engagiert sich auch in der internationalen Sportpolitik. In der Europäischen Handball-Föderation ist er Chairman im Nations Board und damit seit dem 25. Mai 2021 Mitglied der EHF-Exekutive.